# 1952년 하계 올림픽 가나 선수단
골드코스트(현 가나)은 1952년 7월 19일에서 8월 3일까지 핀란드 헬싱키에서 열린 제15회 하계 올림픽에 참가했다. 선수단은 육상 한 종목에 남자 선수로만 일곱 명이었다. 서아프리카 나라로는 올림픽 첫 참가였지만, 메달은 획득하지 못했다.

## 종목별 성적

### 육상
트랙 경기
| 선수                                                        | 세부 종목            | 1차 예선 | 1차 예선 | 준준결선  | 준준결선  | 준결선    | 준결선    | 결선 | 결선      |
| 선수                                                        | 세부 종목            | 기록     | 순위     | 기록      | 순위      | 기록      | 순위      | 기록 | 최종 순위 |
| Gabriel Laryea                                              | 남자 100m            | 11.18    | 3        | 진출 못함 | 진출 못함 | 진출 못함 | 진출 못함 |      |           |
| George Acquaah                                              | 남자 100m            | 11.47    | 5        | 진출 못함 | 진출 못함 | 진출 못함 | 진출 못함 |      |           |
| Mohamed Sanni-Thomas                                        | 남자 800m            | 2:05.8   | 6        | 진출 못함 | 진출 못함 | 진출 못함 | 진출 못함 |      |           |
| Gabriel Laryea, George Acquaah, John Owusu, Augustus Lawson | 남자 400m 이어달리기 | 42.1     | 4        | 진출 못함 | 진출 못함 | 진출 못함 | 진출 못함 |      |           |

필드 경기
| James Owoo | 남자 높이뛰기 | 1.87  | 5 | 1.80      | 20        |           |           |
| James Owoo | 삼단뛰기      | 14.09 | 5 | 진출 못함 | 진출 못함 | 진출 못함 | 진출 못함 |